# Volta a la Baixa Saxònia júnior
La Volta a la Baixa Saxònia júnior (en alemany Internationale Niedersachsen-Rundfahrt der Radsport-Junioren) és una cursa ciclista per etapes en categoria júnior que es disputà a la Baixa Saxònia, Alemanya, des del 1994. En un principi va formar part de la Copa del món UCI júnior.
La cursa elit va existir de 1977 a 2007.

## Palmarès
| Any  | Vencedor            | Segon                | Tercer             |
| ---- | ------------------- | -------------------- | ------------------ |
| 1994 | Daniel Potthaff     | Harry Trumheller     | Thomas Götze       |
| 1995 | Torsten Nitzsche    | Harry Trumheller     | Nico Sijmens       |
| 1996 | Hakan Isacsson      | Goran Jensen         | Kim Kirchen        |
| 1997 | Staf Scheirlinckx   | Torsten Hiekmann     | Sandro Güttinger   |
| 1998 | No disputada        |                      |                    |
| 1999 | Christophe Kern     | Marcel Sieberg       | Christian Knees    |
| 2000 | Matthieu Boiche     | Lloyd Mondory        | Bernhard Kohl      |
| 2001 | Jordane Chazal      | Thomas Fothen        | Christoph Pleier   |
| 2002 | Heinrich Haussler   | Thomas Lövkvist      | Jordane Chazal     |
| 2003 | Carlo Westphal      | Kristoffer Nielsen   | Nico Graf          |
| 2004 | Blel Kadri          | Mathias Belka        | Sebastian Hans     |
| 2005 | Sebastian Hans      | Edvald Boasson Hagen | Cyril Gautier      |
| 2006 | Patrick Nuber       | Matt King            | Niki Ostergard     |
| 2007 | Michael Hümbert     | Andreas Linden       | Harry Kraft        |
| 2008 | Mark Christian      | Samuel Ryter Ravn    | Luke Rowe          |
| 2009 | Lasse Norman Hansen | Emil Hovmand         | Nikias Arndt       |
| 2010 | Jasha Sütterlin     | Mario Vogt           | Bob Jungels        |
| 2011 | Martijn Degreve     | Ruben Zepuntke       | Richard Dijkshoorn |
| 2012 | Piotr Havik         | Mathias Krigbaum     | Arne Egner         |
| 2013 | Mads Rahbek         | Joshua Stritzinger   | Stef Krul          |
| 2014 | Sven Reutter        | Milan Veltmank       | Frederik Poulsen   |
| 2015 | Leo Appelt          | Aaron Verwilst       | Pàvel Sivakov      |
| 2016 | Iver Knotten        | Luis Villalobos      | Ruben Apers        |
| 2017 | Soren Waerenskjold  | Olav Hjemsaeter      | Thymen Arensman    |